# Samthar
Samthar é uma cidade  no distrito de Jhansi, no estado indiano de Uttar Pradesh.

## Demografia
Segundo o censo de 2001, Samthar tinha uma população de 20,227 habitantes. Os indivíduos do sexo masculino constituem 53% da população e os do sexo feminino 47%. Samthar tem uma taxa de literacia de 55%, inferior à média nacional de 59.5%: a literacia no sexo masculino é de 66% e no sexo feminino é de 43%. Em Samthar, 16% da população está abaixo dos 6 anos de idade.